# Лоар 46
Лоар 46 (фр. Loire 46) је француски ловачки авион. Авион је први пут полетео 1934. године. 

Највећа брзина у хоризонталном лету је износила 368 km/h. Размах крила је био 11,80 метара а дужина 7,76 метара. Маса празног авиона је износила 1450 килограма а нормална полетна маса 1950 килограма. Био је наоружан са четири митраљеза калибра 7,5 милиметара MAC.

## Наоружање
| Наоружање авиона: Лоар 46      |     |
| Ватрено (стрељачко) наоружање  |     |
| Топ                            |     |
| Митраљез                       |     |
| Број и ознака митраљеза        | 4   |
| Калибар                        | 7,5 |
| Бомбардерско наоружање (бомбе) |     |
| Ракетно наоружање (ракете)     |     |